# Fernando Meirelles
Pour les articles homonymes, voir Meireles.
Fernando Meirelles, né le 9 novembre 1955 à São Paulo est un réalisateur brésilien.
Il est notamment connu pour son film La Cité de Dieu.

## Biographie
Il est découvert en 2002 avec La Cité de Dieu, chronique agressive et musicale, co-réalisée par Kátia Lund, de ce quartier pauvre de Rio de Janeiro dans les années 1960 et 1970. Ce film souvent considéré comme virtuose, obtient le Grand Corail à La Havane et est nommé quatre fois aux Oscars.
Le réalisateur décide ensuite d'adapter des textes fameux, en anglais et sur tous les continents : La Constance du jardinier de John le Carré en Afrique (The Constant Gardener, 2005), L'Aveuglement de José Saramago en Amérique (Blindness, 2008), La Ronde d'Arthur Schnitzler en Europe (360, 2012). La plupart des critiques ne le suivent pas et déplorent la mise en scène agitée et colorée aux « tics publicitaires » (Les Inrockuptibles), les « personnages dépourvus d'épaisseur » (Positif), et le « regard moralisateur et réactionnaire » (Cahiers du cinéma) de ses fables internationales, jugées artificielles et naïves.
En 2016, Meirelles est le directeur artistique de la cérémonie d'ouverture des Jeux olympiques de Rio de Janeiro. Il a réalisé pour Netflix un film biographique avec Anthony Hopkins dans le rôle de Benoît XVI et Jonathan Pryce dans celui du pape François : Les Deux Papes, sorti en 2019.

## Filmographie
Sauf indication contraire, les informations mentionnées dans cette section peuvent être confirmées par la base de données cinématographiques IMDb,  présente dans la section « Liens externes ».
- 1986 : Olhar Eletrônico (vidéo)
- 1998 : Menino Maluquinho 2 - A Aventura (pt)
- 2000 : Palace II (court métrage, diffusé dans Brava Gente)
- 2001 : Domésticas (pt)
- 2002 : La Cité de Dieu (Cidade de Deus) coréalisé avec Kátia Lund
- 2003 : La Cité des hommes (Cidade dos Homens) (série télévisée)
- 2005 : The Constant Gardener
- 2008 : Blindness
- 2012 : 360
- 2014 : Rio, I Love You (Rio, Eu Te Amo) (film à sketches), segment A Musa
- 2019 : Les Deux Papes (The Two Popes)